# Bussy (Alta Francia)
Bussy è un comune francese di 321 abitanti situato nel dipartimento dell'Oise della regione dell'Alta Francia.

## Società

### Evoluzione demografica
Abitanti censiti